# Филдс, Джон Чарлз
Джон Чарлз Филдс (англ. John Charles Fields; 14 мая 1863 — 9 августа 1932) — канадский математик, основатель Филдсовской премии за выдающиеся достижения в математике.
Джон Чарлз Филдс родился в городе Гамильтон провинции Онтарио в семье владельца магазина кож. В 1880 году окончил Hamilton Collegiate Institute, в 1884 — Торонтский университет, после чего переехал в США чтобы учиться в Университете Джонса Хопкинса (Балтимор, штат Мэриленд), где в 1887 году получил степень Ph.D.. Его диссертация «Symbolic Finite Solutions and Solutions by Definite Integrals of the Equation dny/dxn = xmy» в 1886 году была опубликована в журнале «American Journal of Mathematics».
Филдс два года преподавал в Университете Джонса Хопкинса, после чего перешёл работать в Allegheny College в городе Мидвилль (штат Пенсильвания). Разочаровавшись в уровне математики в Северной Америке, он в 1891 году отбыл в Европу, где в Берлине, Гёттингене и Париже познакомился с выдающимися математиками своего времени — такими, как Карл Вейерштрасс, Феликс Клейн, Фердинанд Фробениус и Макс Планк. Также он подружился с Магнусом Гёста Миттаг-Леффлером, и их дружба продолжалась всю жизнь. Филдс начал публиковать статьи по новой теме — алгебраическим функциям, и это оказалось наиболее плодотворным полем для исследований за всю его научную карьеру.
Филдс вернулся в Канаду в 1902 году, чтобы читать лекции в Торонтском университете. В своей родной стране он неустанно работал над повышением статуса математики в научных и общественных кругах. Он успешно пролоббировал в Законодательном собрании провинции Онтарио выделение для университета годичного исследовательского гранта размером в 75 000$, а также способствовал основанию Канадского национального исследовательского агентства и Фонда научных исследований провинции Онтарио.
С 1919 по 1925 годы Джон Чарлз Филдс был президентом Королевского Канадского института. Он пытался превратить институт в ведущий центр научных исследований, и хотя об успехах говорить сложно, всё же в 1924 году в Торонто состоялся очередной Международный конгресс математиков.
Филдс наиболее знаменит учреждением Филдсовской премии, которую часто называют «Нобелевской премией для математиков». Он начал обдумывать идею такой премии ещё в конце 1920-х, однако слабое здоровье не позволило ему дожить до того момента, когда эта идея воплотилась в жизнь. Он скончался 9 августа 1932 года; согласно его последней воле, 47 000$ было выделено для основания Фонда Филдсовской медали. Первое награждение состоялось в 1936 году; после Второй мировой войны медаль и премия вручаются каждые четыре года, начиная с 1950 года. На медали выгравированы только фамилия лауреата и год присуждения премии. Там нет никакого упоминания о Филдсе. И тем не менее и премию, и медаль называют его именем (Филдсовская премия).
Джон Чарлз Филдс был избран членом Канадского королевского общества (в 1907 году) и Лондонского королевского общества (в 1913 году).
В его честь назван Институт Филдса при Торонтском университете.